# Íjászat a 2016. évi nyári olimpiai játékokon
A 2016. évi nyári olimpiai játékokon az íjászatban négy versenyszámban avattak olimpiai bajnokot. A versenyszámokat augusztus 5. és 12. között rendezték. A versenyeken 64 férfi és 64 női sportoló vehetett részt.

## Részt vevő nemzetek
A versenyeken 18 nemzet 128 sportolója vesz részt.
- Ausztrália (AUS) (4 – 3 férfi, 1 nő)
- Ausztria (AUT) (1 – 1 nő)
- Azerbajdzsán (AZE) (1 – 1 nő)
- Banglades (BAN) (1 – 1 nő)
- Fehéroroszország (BLR) (1 – 1 férfi)
- Belgium (BEL) (1 – 1 férfi)
- Bhután (BHU) (1 – 1 nő)
- Brazília (BRA) (6 – 3 férfi, 3 nő)
- Kanada (CAN) (2 – 1 férfi, 1 nő)
- Chile (CHI) (1 – 1 férfi)
- Kína (CHN) (6 – 3 férfi, 3 nő)
- Kolumbia (COL) (4 – 1 férfi, 3 nő)
- Kuba (CUB) (1 – 1 férfi)
- Dominikai Köztársaság (DOM) (1 – 1 nő)
- Egyiptom (EGY) (2 – 1 férfi, 1 nő)
- Észtország (EST) (1 – 1 nő)
- Fidzsi-szigetek (FIJ) (1 – 1 férfi)
- Finnország (FIN) (2 – 1 férfi, 1 nő)
- Franciaország (FRA) (3 – 3 férfi)
- Grúzia (GEO) (3 – 3 nő)
- Németország (GER) (2 – 1 férfi, 1 nő)
- Nagy-Britannia (GBR) (2 – 1 férfi, 1 nő)
- India (IND) (4 – 1 férfi, 3 nő)
- Indonézia (INA) (4 – 3 férfi, 1 nő)
- Irán (IRI) (1 – 1 nő)
- Olaszország (ITA) (6 – 3 férfi, 3 nő)
- Elefántcsontpart (CIV) (1 – 1 férfi)
- Japán (JPN) (4 – 1 férfi, 3 nő)
- Kazahsztán (KAZ) (2 – 1 férfi, 1 nő)
- Kenya (KEN) (1 – 1 nő)
- Líbia (LBA) (1 – 1 férfi)
- Malawi (MAW) (1 – 1 férfi)
- Malajzia (MAS) (3 – 3 férfi)
- Mexikó (MEX) (4 – 1 férfi, 3 nő)
- Moldova (MDA) (1 – 1 nő)
- Mongólia (MGL) (1 – 1 férfi)
- Mianmar (MYA) (1 – 1 nő)
- Nepál (NEP) (1 – 1 férfi)
- Moldova (MDA) (1 – 1 nő)
- Hollandia (NED) (3 – 3 férfi)
- Észak-Korea (PRK) (1 – 1 nő)
- Norvégia (NOR) (1 – 1 férfi)
- Lengyelország (POL) (1 – 1 nő)
- Oroszország (RUS) (3 – 3 nő)
- Szlovákia (SVK) (2 – 1 férfi, 1 nő)
- Dél-Korea (KOR) (6 – 3 férfi, 3 nő)
- Spanyolország (ESP) (4 – 3 férfi, 1 nő)
- Svédország (SWE) (1 – 1 nő)
- Tajvan (TPE) (6 – 3 férfi, 3 nő)
- Thaiföld (THA) (1 – 1 férfi)
- Tonga (TGA) (2 – 1 férfi, 1 nő)
- Törökország (TUR) (2 – 1 férfi, 1 nő)
- Ukrajna (UKR) (4 – 1 férfi, 3 nő)
- Egyesült Államok (USA) (4 – 3 férfi, 1 nő)
- Venezuela (VEN) (2 – 1 férfi, 1 nő)
- Zimbabwe (ZIM) (1 – 1 férfi)

## Éremtáblázat
| A 2016. évi nyári olimpiai játékok éremtáblázata íjászatban | A 2016. évi nyári olimpiai játékok éremtáblázata íjászatban | A 2016. évi nyári olimpiai játékok éremtáblázata íjászatban | A 2016. évi nyári olimpiai játékok éremtáblázata íjászatban | A 2016. évi nyári olimpiai játékok éremtáblázata íjászatban | Olimpia  |
| ----------------------------------------------------------- | ----------------------------------------------------------- | ----------------------------------------------------------- | ----------------------------------------------------------- | ----------------------------------------------------------- | -------- |
|                                                             | Ország                                                      | Arany                                                       | Ezüst                                                       | Bronz                                                       | Összesen |
| 1.                                                          | Dél-Korea (KOR)                                             | 4                                                           | 0                                                           | 1                                                           | 5        |
|                                                             |                                                             |                                                             |                                                             |                                                             |          |
| 2.                                                          | Egyesült Államok (USA)                                      | 0                                                           | 1                                                           | 1                                                           | 2        |
| 3.                                                          | Franciaország (FRA)                                         | 0                                                           | 1                                                           | 0                                                           | 1        |
| 3.                                                          | Németország (GER)                                           | 0                                                           | 1                                                           | 0                                                           | 1        |
| 3.                                                          | Oroszország (RUS)                                           | 0                                                           | 1                                                           | 0                                                           | 1        |
|                                                             |                                                             |                                                             |                                                             |                                                             |          |
| 6.                                                          | Ausztrália (AUS)                                            | 0                                                           | 0                                                           | 1                                                           | 1        |
| 6.                                                          | Tajvan (TPE)                                                | 0                                                           | 0                                                           | 1                                                           | 1        |
|                                                             |                                                             |                                                             |                                                             |                                                             |          |
| Összesen                                                    | Összesen                                                    | 4                                                           | 4                                                           | 4                                                           | 12       |

## Érmesek

### Férfi
| A 2016. évi nyári olimpiai játékok férfi érmesei íjászatban | |                                                                       |                                                           |
| Versenyszám                                                 | Arany                                                                                               | Ezüst                                                                 | Bronz                                                     |
| Egyéni                                                      | Ku Boncshan (Ku Bon-chan) · Dél-Korea (KOR)                                                         | Jean-Charles Valladont · Franciaország (FRA)                          | Brady Ellison · Egyesült Államok (USA)                    |
| Csapat                                                      | Dél-Korea (KOR) · Kim Udzsin (Kim Woo-jin) · Ku Boncshan (Ku Bon-chan) · I Szungjun (Lee Seung-yun) | Egyesült Államok (USA) · Brady Ellison · Zach Garrett · Jake Kaminski | Ausztrália (AUS) · Alec Potts · Ryan Tyack · Taylor Worth |

### Női
| A 2016. évi nyári olimpiai játékok női érmesei íjászatban |                                                                                      |                                                                                | |
| Versenyszám                                               | Arany                                                                                | Ezüst                                                                          | Bronz                                                                                                   |
| Egyéni                                                    | Csang Hjedzsin (Chang Hye-jin) · Dél-Korea (KOR)                                     | Lisa Unruh · Németország (GER)                                                 | Ki Bobe (Gi Bo-bae) · Dél-Korea (KOR)                                                                   |
| Csapat                                                    | Dél-Korea (KOR) · Csang Hjedzsin (Chang Hye-jin) · Cshö Miszon · Ki Bobe (Gi Bo-bae) | Oroszország (RUS) · Tujana Dasidorzsieva · Kszenyija Perova · Inna Sztyepanova | Tajvan (TPE) · Lej Csien-jing (Le Chien-Ying) · Lin Si-csia (Lin Shih-chia) · Tan Ja-ting (Tan Ya-Ting) |